# Юбілейний (Орічівський район)
Юбіле́йний (рос. Юбилейный) — селище у складі Орічівського району Кіровської області, Росія. Адміністративний центр Лугоболотного сільського поселення.
Населення становить 819 осіб (2010, 871 у 2002).
Національний склад станом на 2002 рік — росіяни 96 %.